# کاروسل (تله‌نوولا)
کاروسل (پرتغالی: Carrossel) یک تله‌نوولا کودک برزیلی است که توسط آیریس آبروانل ساخته شده‌ است. این مجموعه در ۲۱ مه ۲۰۱۲ تا ۲۶ ژوئیه ۲۰۱۳ از شبکهٔ اس‌بی‌تی‌ پخش شد.

## شخصیت‌ها
- معلم هلنا فرناندز (رزان مالهالند): پروتاگونیست تله‌نوولا، یک معلم ۲۴ ساله.
- سیریلو ریورا (ژان پائولو کامپوس): یک پسر سیاه پوست فقیر.
- ماریا خواکونیا مدسن (لاریسا مانوئلا): یک دختر ثروتمند، نژادپرست و مغرور.
- والریا فریرا (مایسا سیلوا): یک دختر باهوش و دوست‌دخت داوی.
- کارمن کاریلو (استفانی واز): فقیرترین دانش‌آموز کلاس هلنا.